# Chrysolina viridana
Chrysolina viridana es un coleóptero de la familia Chrysomelidae.
Fue descrita científicamente en 1844 por Küster.